# Ichneumon anceps
Ichneumon anceps là một loài tò vò trong họ Ichneumonidae.